# Jadwiga Saganowska
Jadwiga Saganowska, po mężu Magdziarz (ur. 15 października 1952) – polska lekkoatletka, specjalizująca się w rzucie oszczepem, medalistka mistrzostw Polski, reprezentantka Polski.

## Kariera sportowa
Była zawodniczką Masovii Kraszewice i Skry Warszawa.
Na mistrzostwach Polski seniorek na otwartym stadionie zdobyła jeden medal w rzucie oszczepem: srebrny w 1973. 
Reprezentowała Polskę na mistrzostwach Europy juniorek w 1970, zajmując 8. miejsce w rzucie oszczepem, wynikiem 46,46
Rekord życiowy w rzucie oszczepem: 57,16 (22.09.1973).